# Collendina ora
Collendina ora är en insektsart som beskrevs av Otte, D. och R.D. Alexander 1983. Collendina ora ingår i släktet Collendina och familjen Mogoplistidae. Inga underarter finns listade i Catalogue of Life.